# Kap Greco
Kap Greco (grekiska: Κάβο Γκρέκο) är en udde på sydöstra sidan av Cypern. Udden ligger i södra änden av Famagustabukten och utgör en del av kommunen Ayia Napa.
Kap Greco ligger mellan de två turiststäderna Ayia Napa och Protaras, och besöks därför av mycket turister, främst på grund av naturen och badmöjligheterna. Området är en nationalpark som administreras av skogsdepartementet inom Cyperns Inrikesministerium.